# Siegfried Fricke
Siegfried Fricke (ur. 19 listopada 1954 w Bralorne w Kanadzie) – niemiecki wioślarz reprezentujący RFN, brązowy medalista olimpijski.

## Kariera
Wystąpił na igrzyskach olimpijskich w Montrealu w 1976, gdzie osada RFN w składzie: Hans-Johann Färber, Ralph Kubail, Siegfried Fricke, Peter Niehusen i Hartmut Wenzel (sternik) zdobyła brązowy medal w czwórkach ze sternikiem. W finale uplasowali się o 2,48 sekundy za osadą ZSRR i o 4,26 sekundy za osadą NRD. Był to jego jedyny start olimpijski.
Odznaczony Srebrnym Liściem Laurowym, najwyższym sportowym odznaczeniem państwowym. Ukończył studia z administracji, następnie został politykiem. Najpierw pracował w powiecie Frankfurt nad Menem, a potem w gminie Raunheim. W latach 2000-2006 był burmistrzem miasta Königstein im Taunus, a w latach 2006-2011 był radnym powiatu Gießen jako członek CDU.